# يد المجد
يد المجد ( Hand of Glory )

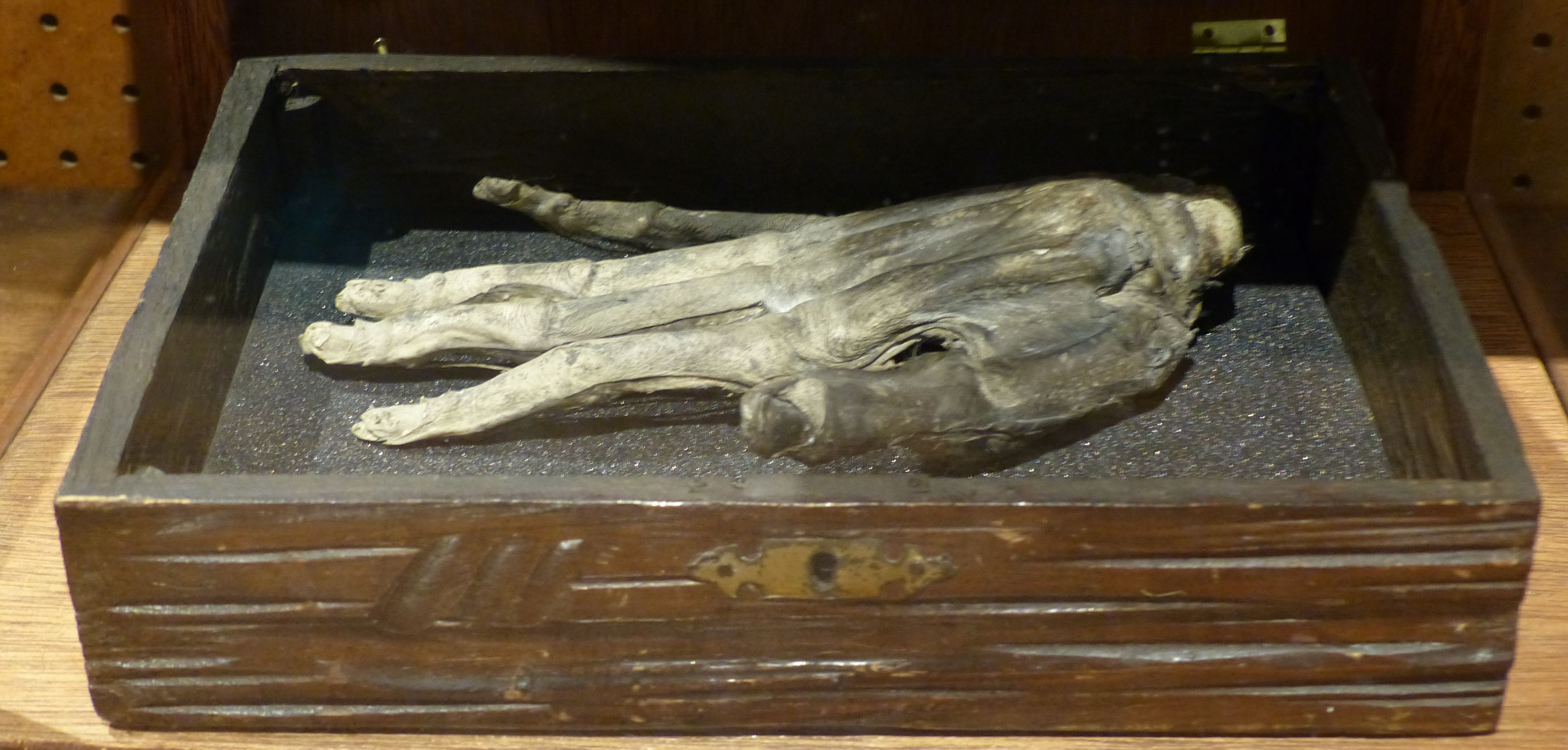
يد المجد معروضة في Whitby Museum

هي يد يمنى مجففة لرجل مشنوق، حيث يعتقد الأوروبيون أن الشمعة التي تصنع من دهن مجرم مات على المشنقة إذا ثبت على هذه اليد فسوف تؤدي عملها السحري وتجعل من يراها يصاب بشلل مؤقت، كان بعض اللصوص يستعملون هذه اليد لسرقة البيوت، وقيل أنها قادرة على فتح أي باب.
الطريقة الوحيدة لتفادي هذا التأثير المدمر هي دهن عتبات البيوت بسائل من مرارة القط، ويجب وضع هذا الخليط في أيام الشعرى (بين 3 يوليو و 15 اغسطس).